# Lo Zahir
(P. Coelho)
Lo Zahir è un romanzo dello scrittore brasiliano Paulo Coelho pubblicato nel 2005. È stato pubblicato in oltre 80 paesi, tra cui l'Iran, dove tuttavia è stato bandito dal governo poco dopo l'uscita.

## Trama
Lo zahir è una ossessione che non può essere dominata. Si insinua lentamente e lievemente nella mente fino ad impossessarsene completamente. Colui il quale ne diventa preda non può far altro che seguire l'onda del pensiero che lo accompagna costantemente e vivere l'inquietudine che ne deriva. Questo testo racconta una storia di forte impatto emotivo, la ricerca da parte del protagonista della moglie scomparsa improvvisamente senza lasciare traccia, e trascina il lettore negli sconfinati territori dell'interiorità e del sentimento. Spinto da un potente sentimento che contiene sia l'amore che il risentimento, egli intraprende un impegnativo viaggio che lo porterà, fino alle lontane steppe dell'Asia, a scoprire una nuova consapevolezza di sé e della realtà.
Il tema riprende quello degli altri libri di Coelho, del viaggio come itinerario di crescita e riflessione interiore.

## Edizioni
- Paulo Coelho, Lo Zahir, traduzione di Rita Desti, Bompiani, 2005,  p. 318, ISBN 978-88-452-3424-8.